# Agen-d'Aveyron
Agen-d'Aveyron è un comune francese di 1 100 abitanti situato nel dipartimento dell'Aveyron nella regione dell'Occitania.

## Società

### Evoluzione demografica
Abitanti censiti